# Barrage de Souapiti
Le barrage de Souapiti, également connu sous le nom de projet hydroélectrique de Souapiti  ou centrale hydroélectrique de Souapiti, est un projet de conservation de l'eau en république de Guinée, situé sur le fleuve Konkouré, avec une capacité totale installée de 550 MW. Ce projet a été construit par China International Water & Electric Corporation (CWE).

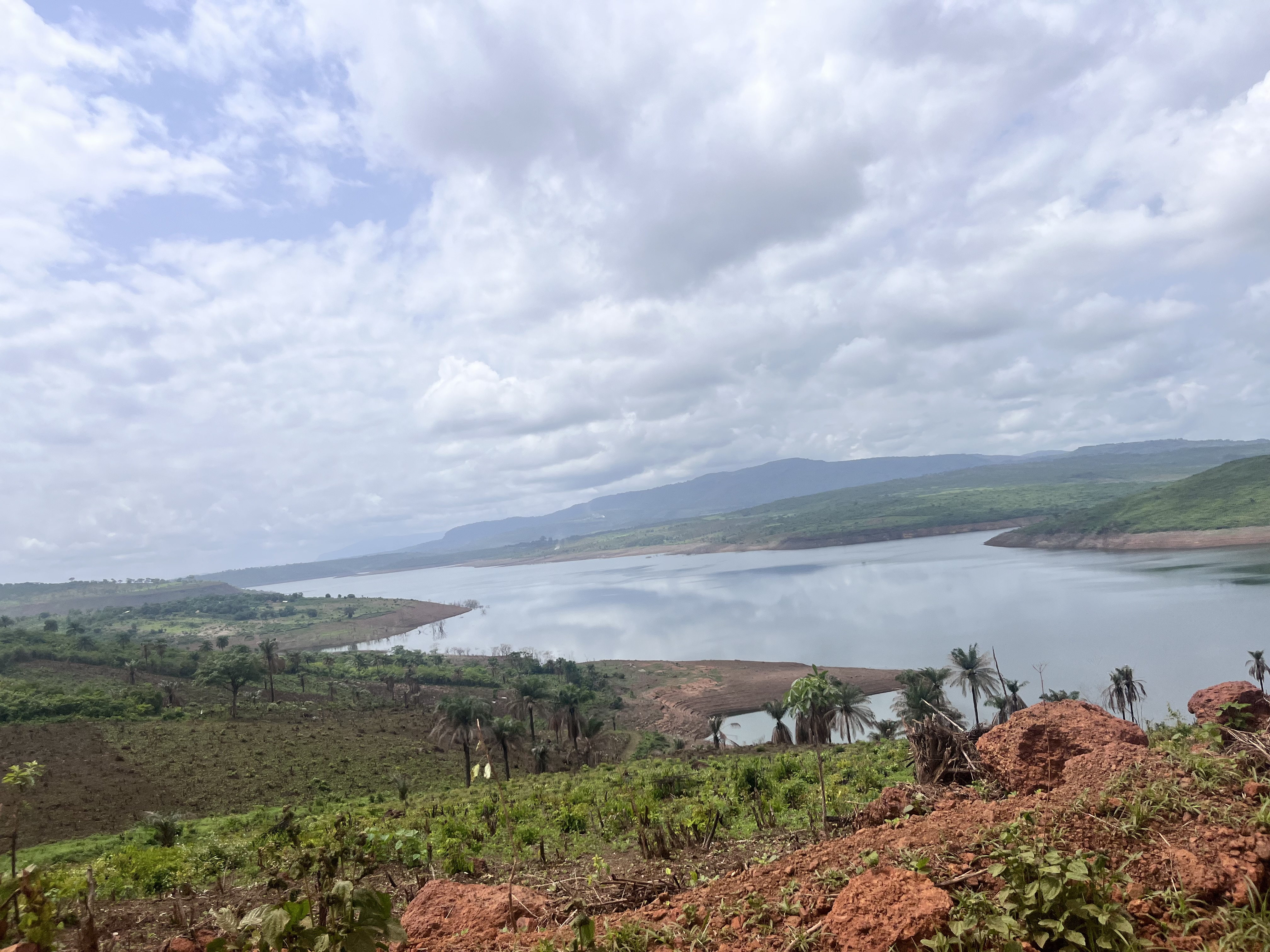
Amont du Barrage en juin 2023

La centrale devrait coûter environ 2 milliards de dollars.

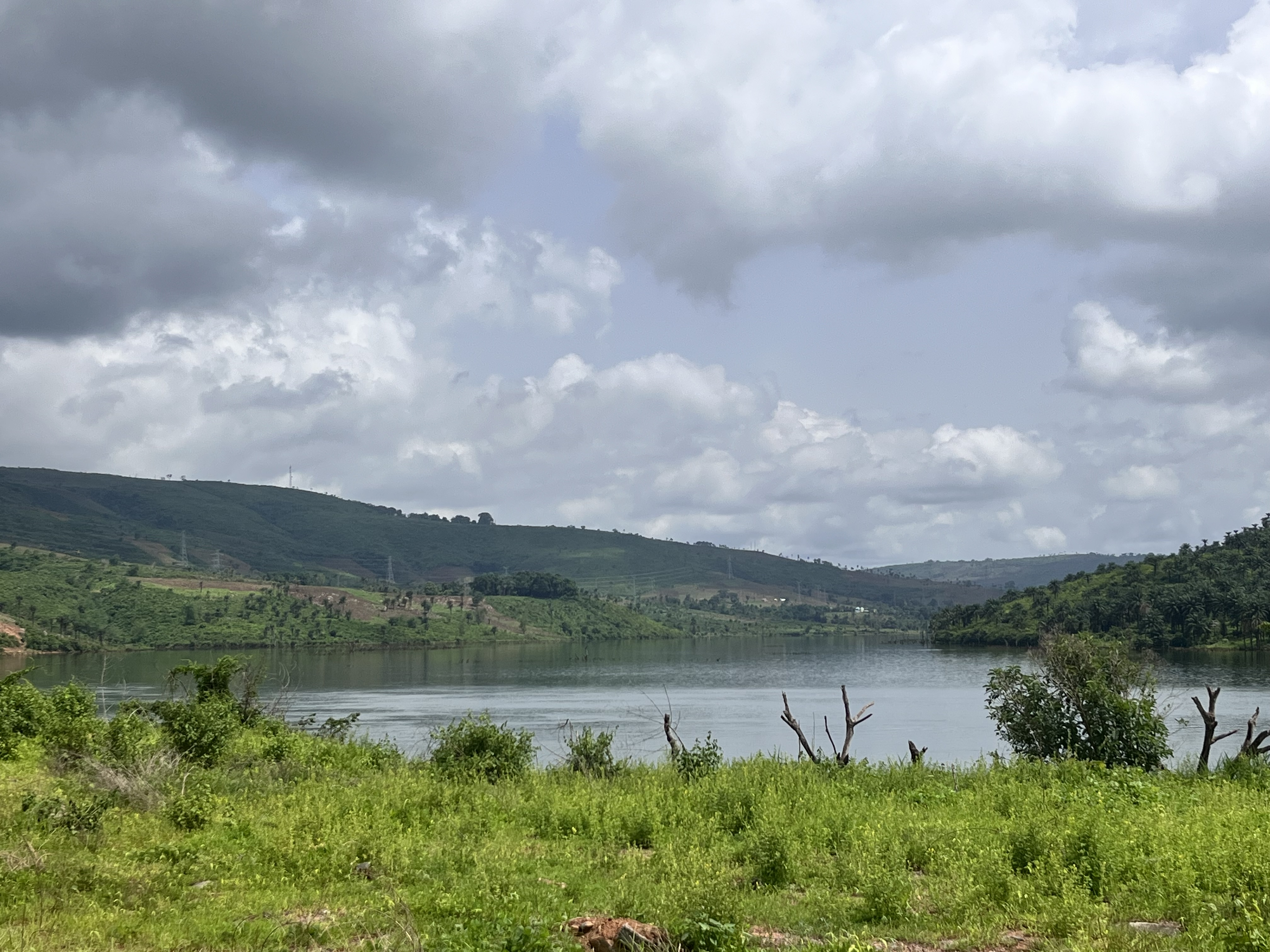
Aval du Barrage en juin 2023

## Histoire
La cérémonie d'inauguration de la centrale hydroélectrique de Souapiti a eu lieu le 22 décembre 2015,. 
Le 24 juin 2021, la centrale entre en exploitation commerciale après la réception provisoire marquant le transfert de propriété entre le maître d'ouvrage (ministère de l'Énergie et de l'Environnement de la République de Guinée) et l'exploitant : la Société de gestion et d'exploitation de Souapiti (SOGES), détenue à 51 % par l’État guinéen et 49 % par l’entrepreneur CWE. Elle produira à terme 1 900 GWh/an et portera la production de l'aménagement hydroélectrique de Kaléta, situé en aval, à 1 000 GWh/an.